# Kirke Såby
Kirke Såby is een plaats in de Deense regio Seeland, gemeente Lejre, en telt 1737 inwoners (2008).
- Virtual International Authority File: 305251395